# لورانس سانت
لورانس سانت (بالإنجليزية: Lawrence Saint)‏ هو رسام وفنان أمريكي، ولد في 30 يناير 1885 في Sharpsburg, Pennsylvania ‏ في الولايات المتحدة، وتوفي في 22 يونيو 1961 في فيلادلفيا في الولايات المتحدة.

## معرض صور

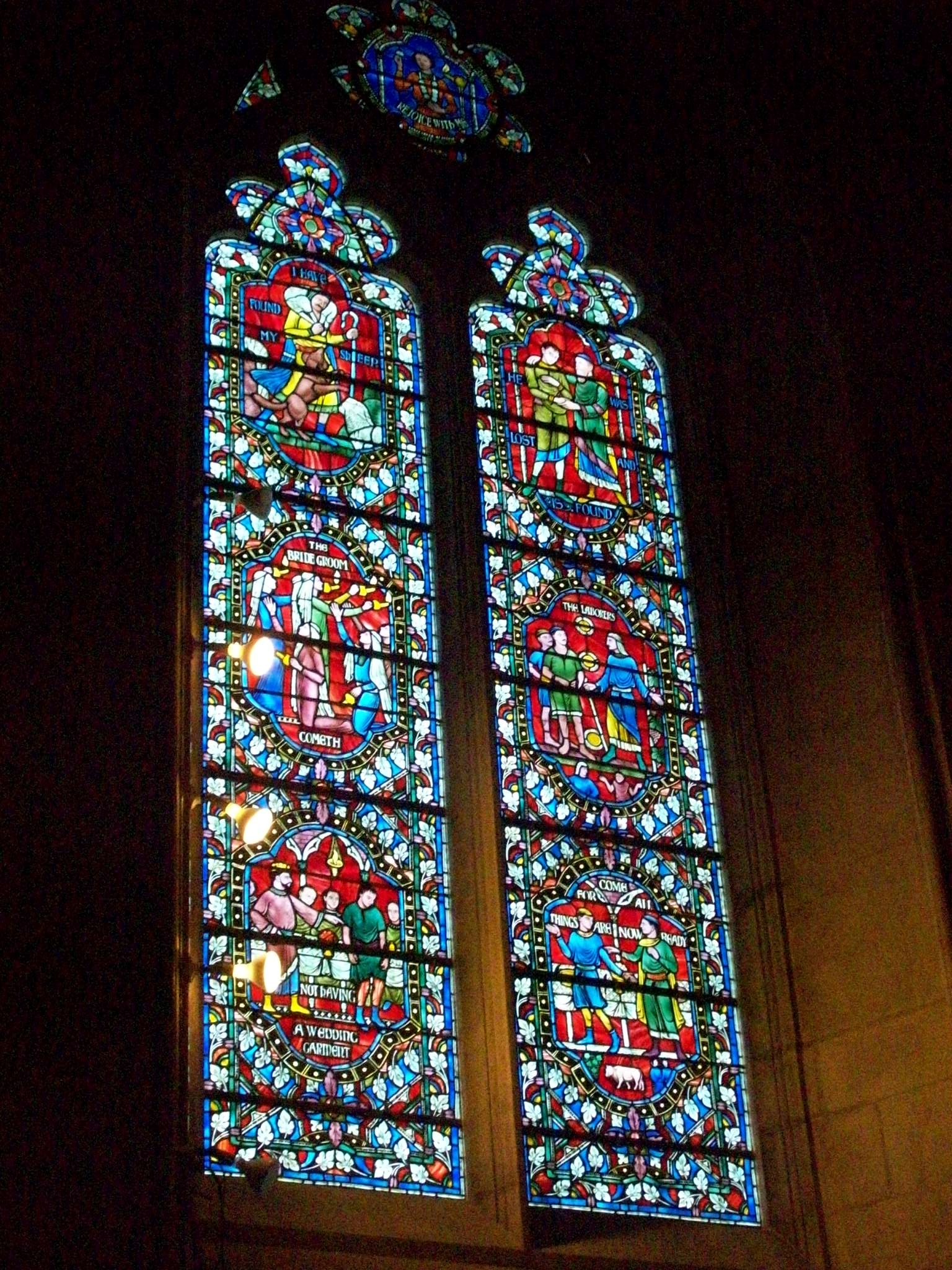
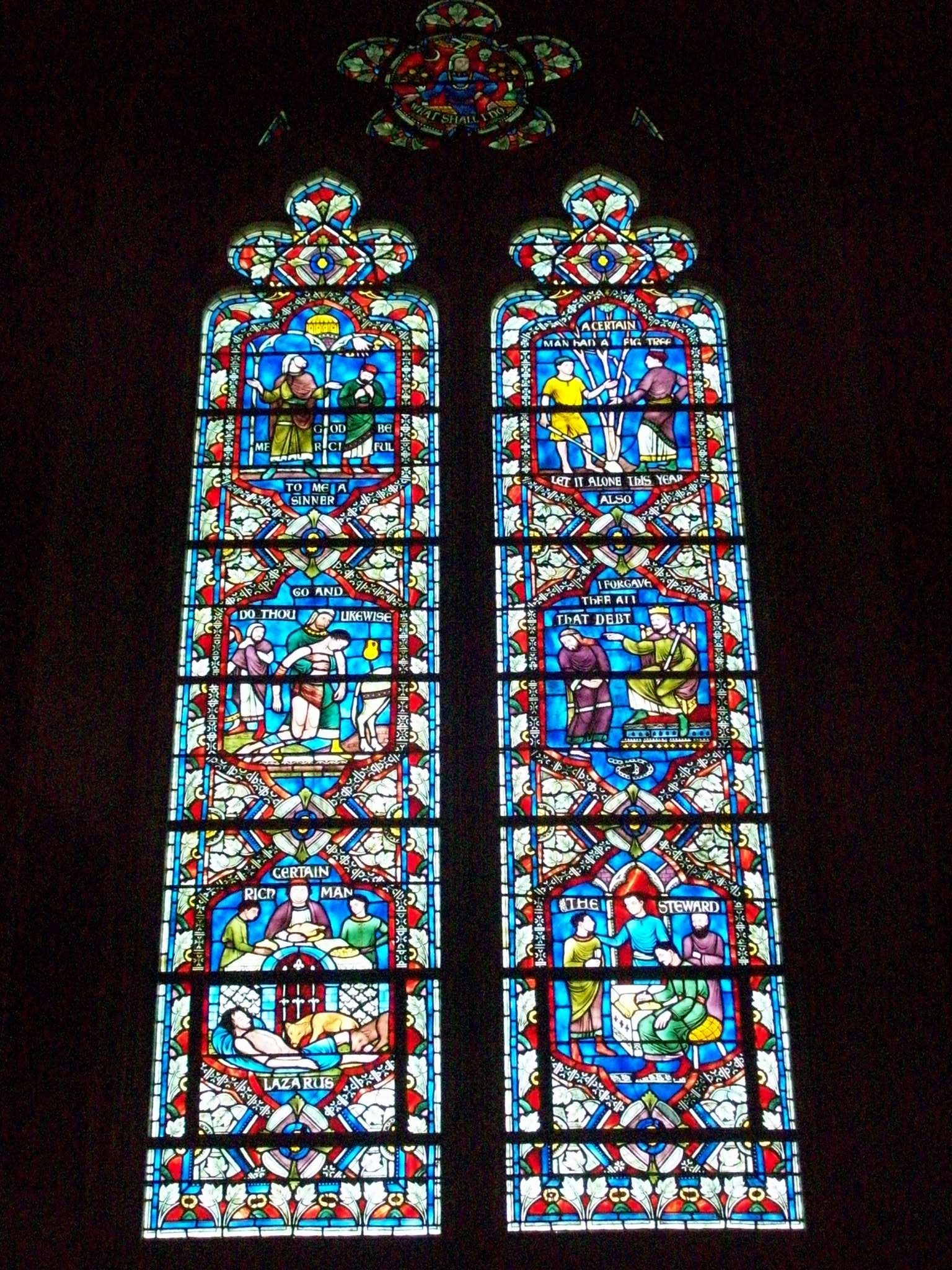